# Бајамон (Порторико)
Бајамон (шп. Bayamón) је општина у америчкој острвској територији Порторико, острвској држави Кариба.

## Демографија
По попису из 2010. године број становника је 208.116, што је 15.928 (-7,1%) становника мање него 2000. године.
| Група             | 2000.           | 2010.           |
| Белци             | 2.131 (1,0%)    | 1.433 (0,7%)    |
| Афроамериканци    | 13.235 (5,9%)   | 21.373 (10,3%)  |
| Азијати           | 481 (0,2%)      | 482 (0,2%)      |
| Хиспаноамериканци | 221.144 (98,7%) | 206.008 (99,0%) |
| Укупно            | 224.044         | 208.116         |